# Площадь объединённых наций (Минск)
Площадь объединённых наций — площадь в Ленинском районе Минска, названа в честь Организации Объединённых наций.
Занимает обширную территорию, располагаясь по двум берегам Свислочи от Ульяновской улицы до концертного зала «Минск», ограничена двумя мостами через Свислочь — Нижнеляховским и соединяющим берега улицы Ленина, примыкая к стенам завода «Кристалл».
Современное название площадь получила в 1995 году во время празднования 50-летия победы в Великой Отечественной войне. В 2010 году, во время празднования 65-летия Победы, был заложен камень с надписями на белорусском и английском языках названием площади. В будущем планируется на этот месте поставить мемориальный знак.
Благоустройство площади включено в пятилетний план развития Ленинского района столицы. Номерных домов с адресом площади по состоянию на 2017 год — нет.